# Чемпіонат УРСР з легкої атлетики 1978
Чемпіонат УРСР з легкої атлетики 1978 був проведений 14-15 та 17-19 серпня у Донецьку на стадіоні «Локомотив».
Республіканський чемпіонат проходив роздільно — спочатку змагалися бігуни на довгі дистанції, стрибуни й метальники, потім, з одноденною перервою — спринтери, бігуни на середні дистанції та бар'єристи. Навіть відсутність великої групи провідних атлетів, які готувалися до чемпіонату Європи, не знизила результатів призерів: 26 переможців показали результати майстра спорту (загалом було показано 50 результатів майстра).
Загальнокомандний приз чемпіонату УРСР завоювали київськи легкоатлети — 1103 очки. Після впертої боротьби представники Донецької області посіли друге місце (997 очок), а Дніпропетровської області — третє (975 очок).
Республіканські чемпіонати з інших дисциплін легкої атлетики були проведені окремо.

## Призери основного чемпіонату

### Чоловіки
| Дисципліни                | Золото                                                                   | Золото    | Срібло                              | Срібло    | Бронза                                    | Бронза    |
| ------------------------- | ------------------------------------------------------------------------ | --------- | ----------------------------------- | --------- | ----------------------------------------- | --------- |
| 100 метрів                | Володимир Бронников Одеська обл.                                         | 10,2      | Сергій Голіус Харківська обл.       | 10,4      | Віталій Цехович Київ                      | 10,5      |
| 200 метрів                | Сергій Голіус Харківська обл.                                            | 21,2      | Володимир Білоконь Київ             | 21,4      | Віталій Цехович Київ                      | 21,5      |
| 400 метрів                | Анатолій Решетняк Кримська обл.                                          | 46,9      | Володимир Білоконь Київ             | 47,0      | Павло Рощин Одеська обл.                  | 47,2      |
| 800 метрів                | Анатолій Печериця Кримська обл.                                          | 1.49,9    | Олександр Прудський Кримська обл.   | 1.50,2    | Анатолій Василенко Київ                   | 1.50,4    |
| 1500 метрів               | Віталій Тищенко Чернігівська обл.                                        | 3.47,5    |                                     |           |                                           |           |
| 5000 метрів               | Анатолій Недибалюк Вінницька обл.                                        | 14.10,2   | Володимир Михальський Київ          | 14.10,3   | Володимир Шестеров Харківська обл.        | 14.10,6   |
| 10000 метрів              | Валерій Соловей Київ                                                     | 29.17,2   | Віктор Балашов Хмельницька обл.     | 29.17,4   | Микола Вакар Львівська обл.               | 29.17,6   |
| 110 метрів з бар'єрами    | Олександр Носенко Дніпропетровська обл.                                  | 14,2      | Степан Кузів Львівська обл.         | 14,2      | Володимир Липов Київ                      | 14,3      |
| 400 метрів з бар'єрами    | Микола Васильєв Київ                                                     | 50,5      | Володимир Павленко Донецька обл.    | 51,3      | Віктор Савченко Ворошиловградська обл.    | 51,4      |
| 3000 метрів з перешкодами | Віктор Карпенко Харківська обл.                                          | 8.40,0    | Микола Шаблій Дніпропетровська обл. | 8.44,4    | Михайло Онучин Кримська обл.              | 8.44,8    |
| 4×100 метрів              |                                                                          |           |                                     |           |                                           |           |
| 4×200 метрів              | КиївОлексій Голоурний Микола Васильєв Володимир Білоконь Віталій Цехович | 1.25,4 NR |                                     |           |                                           |           |
| 4×400 метрів              |                                                                          |           |                                     |           |                                           |           |
| 4×800 метрів              |                                                                          |           |                                     |           |                                           |           |
| Ходьба 20000 метрів       | Віктор Чернов Житомирська обл.                                           | 1:28.12,0 | Сергій Шлома Житомирська обл.       | 1:31.25,0 | Леонід Вільгота Львівська обл.            | 1:32.50,6 |
| Стрибки у висоту          | Володимир Кіба Київ                                                      | 2,22      | Олексій Дем'янюк Львівська обл.     | 2,15      | Сергій Бараненко Львівська обл.           | 2,15      |
| Стрибки з жердиною        | Євген Ткаченко Донецька обл.                                             | 5,00      | Микола Козлов Донецька обл.         | 5,00      | Віктор Омельченко Київ                    | 5,00      |
| Стрибки в довжину         | Юрій Лісовський Одеська обл.                                             | 7,84      | Анатолій Ільїн Київська обл.        | 7,69      | Ігор Селезньов Ворошиловградська обл.     | 7,58      |
| Потрійний стрибок         | Геннадій Ковтунов Донецька обл.                                          | 16,54     | Павло Лобанов Запорізька обл.       | 16,22     | Олександр Лисичонок Дніпропетровська обл. | 16,19     |
| Штовхання ядра            | Олександр Носенко Київ                                                   | 19,49     | Володимир Кисельов Полтавська обл.  | 19,22     | Георгій Бронштейн Харківська обл.         | 17,98     |
| Метання диска             | Віктор Журба Ворошиловградська обл.                                      | 61,02     | Євген Михайлюк Запорізька обл.      | 59,12     | Геннадій Тищенко Київ                     | 57,62     |
| Метання молота            | Сергій Пишкін Ворошиловградська обл.                                     | 71,26     | Сергій Іщенко Київ                  | 71,04     | Валерій Валентюк Харківська обл.          | 71,00     |
| Метання списа             | Анатолій Жеребцов Одеська обл.                                           | 84,40     | Володимир Борькін Львівська обл.    | 78,80     | Сергій Стеценко Черкаська обл.            | 75,06     |

### Жінки
| Дисципліни             | Золото                                  | Золото | Срібло                                | Срібло | Бронза                                  | Бронза |
| ---------------------- | --------------------------------------- | ------ | ------------------------------------- | ------ | --------------------------------------- | ------ |
| 100 метрів             | Зоя Войтенко Дніпропетровська обл.      | 11,5   | Лариса Сивоконь Харківська обл.       | 11,7   | Раїса Махова Дніпропетровська обл.      | 11,7   |
| 200 метрів             | Раїса Махова Дніпропетровська обл.      | 24,2   | Ірина Ольховникова Запорізька обл.    | 24,3   | Людмила Аксьонова Київ                  | 24,4   |
| 400 метрів             | Наталія Цирук Київ                      | 54,4   | Олена Дорохова Харківська обл.        | 55,7   | Ірина Боєва Запорізька обл.             | 56,2   |
| 800 метрів             | Любов Смолка Київ                       | 2.05,4 | Ольга Вахрушева Донецька обл.         | 2.06,7 | Т. Орлова Одеська обл.                  | 2.07,7 |
| 1500 метрів            | Любов Смолка Київ                       | 4.13,3 | Тетяна Єлізарова Харківська обл.      | 4.19,7 | Тетяна Веремеєва Донецька обл.          | 4.19,8 |
| 3000 метрів            | Ірина Кропивницька Львівська обл.       | 9.19,1 | Насіме Гіматова Київ                  | 9.20,0 | Ганна Доморадська Київська обл.         | 9.22,0 |
| 100 метрів з бар'єрами | Алла Скиценко Львівська обл.            | 13,6   | Людмила Шурхал Донецька обл.          | 13,7   | Галина Гончаренко Дніпропетровська обл. | 13,7   |
| 400 метрів з бар'єрами | Олена Колесник Житомирська обл.         | 59,3   | Тамара Бєлишева Дніпропетровська обл. | 59,6   | Надія Гриняк Львівська обл.             | 59,8   |
| 4×100 метрів           |                                         |        |                                       |        |                                         |        |
| 4×200 метрів           |                                         |        |                                       |        |                                         |        |
| 4×400 метрів           |                                         |        |                                       |        |                                         |        |
| 4×800 метрів           |                                         |        |                                       |        |                                         |        |
| Стрибки у висоту       | Надія Осколок Київ                      | 1,84   | Валентина Андрющенко Львівська обл.   | 1,81   | Тетяна Цуканова Чернівецька обл.        | 1,78   |
| Стрибки в довжину      | Тетяна Скачко Ворошиловградська обл.    | 6,37   | Надія Тарасова Хмельницька обл.       | 6,09   | Вікторія Опацька Дніпропетровська обл.  | 6,06   |
| Штовхання ядра         | Віра Кот Київ                           | 18,27  | Л. Корсунська Київ                    | 16,48  | Валентина Прилепко Київ                 | 16,30  |
| Метання диска          | Ніна Корсунська Одеська обл.            | 56,58  | Світлана Сухова Київська обл.         | 55,56  | Людмила Гніденко Київ                   | 55,38  |
| Метання списа          | Олександра Коростильова Харківська обл. | 52,24  | Зоя Жигуліна Донецька обл.            | 51,76  | Любов Хусаїнова Харківська обл.         | 50,08  |

## Інші чемпіонати
- Зимові чемпіони з метальних дисциплін були визначені 7-8 лютого в Харкові в межах програми чемпіонату УРСР у приміщенні.
- Чемпіонат УРСР з кросу був проведений 15 березня в Євпаторії.
- Чемпіонат УРСР з марафонського бігу та шосейної спортивної ходьби на 30 кілометрів був проведений серед чоловіків 6 травня в Ужгороді.
- Чемпіонат УРСР з легкоатлетичних багатоборств був проведений 28-29 червня в Запоріжжі на стадіоні «Стріла».

### Чоловіки
| Дисципліни                  | Золото                              | Золото       | Срібло                            | Срібло    | Бронза                               | Бронза    |
| --------------------------- | ----------------------------------- | ------------ | --------------------------------- | --------- | ------------------------------------ | --------- |
| Метання диска (зимовий)     | Віктор Журба Ворошиловградська обл. | 59,70        | Ігор Дугинець Одеська обл.        | 58,90     | В. Боровко Черкаська обл.            | 53,16     |
| Метання молота (зимовий)    | Юрій Сєдих Київ                     | 71,40        | Юрій Тамм Київ                    | 69,40     | Федір Палєхін Ворошиловградська обл. | 66,58     |
| Крос 8 км                   | В. Лопатюк ???                      | 24.00,6      |                                   |           |                                      |           |
| Крос 14 км                  | Іван Ковальчук Вінницька обл.       | 43.06,4      |                                   |           |                                      |           |
| Ходьба 30 кілометрів (шосе) | Юрій Андрющенко Київ                | 2:15.11,4 NB | Володимир Голубничий Сумська обл. | 2:16.19,0 | Сергій Гармаш Харківська обл.        | 2:16.36,0 |
| Марафон                     | Олександр Стороженко Київська обл.  | 2:20.07,0    | Петро Білосюк Волинська обл.      | 2:21.25,4 | Микола Зудін Харківська обл.         | 2:21.35,0 |
| Десятиборство               | Володимир Васильєв Сумська обл.     | 7534         |                                   |           |                                      |           |

### Жінки
| Дисципліни              | Золото                                 | Золото  | Срібло               | Срібло | Бронза                        | Бронза |
| ----------------------- | -------------------------------------- | ------- | -------------------- | ------ | ----------------------------- | ------ |
| Метання диска (зимовий) | Надія Мартинчук Ворошиловградська обл. | 56,60   | Світлана Сухова Київ | 54,46  | Марія Мокросноп Київська обл. | 50,78  |
| Крос 3 км               | Тамара Пангелова Київ                  | 10.06,0 |                      |        |                               |        |
| Крос 5 км               | Насіме Гіматова Київ                   | 17.31,8 |                      |        |                               |        |
| П'ятиборство            | Любов Демидова Дніпропетровська обл.   | 3902    |                      |        |                               |        |